# 8BitMMO
8BitMMO là một trò chơi trực tuyến nhiều người chơi theo hình thức free-to-play (miễn phí) được tạo ra bởi Archive Entertainment. Game hiện đang trong giai đoạn thử nghiệm beta công cộng và đã được phát hành trên Steam vào ngày 14 tháng 12 năm 2013 và hiện có trên Early Access. Game được tạo ra và đang tích cực phát triển bởi Robby Zinchak (Sim9). Người dùng được khuyến khích để xây dựng trong một thế giới chia sẻ và cam kết dạng thức người chơi vs môi trường và các cuộc giao đấu giữa người chơi với nhau. Game đã được phát hành trên Steam có thể chơi thông qua trình duyệt web. Một phiên bản máy tính để bàn được phát hành vào ngày 13 tháng 12 năm 2013 cũng có thể tải về trên Steam.

## Giải thưởng
- 2013 Seattle Independent Game Competition - Winner[3]
- Indie Prize Showcase, San Francisco - Director's Choice[4]